# Høgslund/Traugott-Olsen 2G
Die Høgslund/Traugott-Olsen 2G ist ein Schulgleiter der dänischen Konstrukteure Knud Høgslund und Frits Traugott-Olsen.

## Geschichte
Die Høgslund/Traugott-Olsen 2G ist einer der wenigen zweisitzigen Schulgleiter. Von der sehr einfach gehaltenen und in Holzbauweise gefertigten Maschine wurden zwischen 1946 und 1950 neun Exemplare gebaut. Da auch heute noch zwei Exemplare flugfähig sind, ist die Maschine ein gefragter Gast bei Oldtimertreffen.

## Konstruktion
Die 2G ist ein sehr einfaches Gleitflugzeug mit einem zweiteiligen Tragwerk mit Edmund-Schneider-Profil ohne Spannturm, welches durch V-Streben abgestützt wird. Das Leitwerk besteht aus einem schmalen stoffbespanntem Leitwerksträger in Gitterbauweise mit abgestrebtem und mit einer Trimmklappe versehenen Höhenleitwerk.

## Technische Daten
| Kenngröße                      | Daten                       |
| ------------------------------ | --------------------------- |
| Besatzung                      | 2                           |
| Länge                          | 6,72 m                      |
| Spannweite                     | 12,5 m                      |
| Höhe                           | 1,84 m                      |
| Flügelfläche                   | 19,2 m²                     |
| Flügelstreckung                | 8,13                        |
| Gleitzahl                      | 13 bei 64 km/h (zweisitzig) |
| Geringstes Sinken              | 1,15 m/s                    |
| Rüstmasse                      | 160 kg                      |
| max. Startmasse                | 350 kg                      |
| max. zulässige Geschwindigkeit | 125 km/h                    |
| Mindestgeschwindigkeit         | 48 km/h                     |